# Szennyhullám
A Szennyhullám, avagy erre pogózott apád is a C.A.F.B. együttes 2009-ben megjelent kilencedik hivatalosan forgalomba került hanghordozója. Az album a zenekar saját műfajában feldolgozott és előadott régi magyar alternatív zenei számok felvételeit tartalmazza. A C.A.F.B. az itt összegyűjtött műveket saját műfajának és a tagok elképzeléseinek megfelelően újra hangszerelte, majd rögzítette. A munkálatok a dalok eredeti szerkezetének megváltoztatását nem eredményezték.
Ez az első hivatalosan forgalomba került C.A.F.B. nagylemez, ami teljes egészében Szakácsi Gábor alapító közreműködése nélkül készült.

## A felvételekkel kapcsolatban
Ezen az albumon mutatkozott be Szitás Tibor, aki a basszusgitár mellett, a „Warhead” című dalban énekesi poszton is dolgozott. Horniak Zoltán billentyűs, az album munkálatai alatt érkezett vissza a C.A.F.B. soraiba, közel 10 év szünet után.

## Közreműködő zenészek
- Sütő Lajos
- Urbán László
- Kováts Áron
- Szitás Tibor
- Horniák Zoltán

## Dalok
1. Kézigránát
2. Warhead
3. Szerelem
4. Nasstasia Kinski
5. What do you say
6. Zivatar előtti fülledtség
7. Európa kiadó
8. Ha nem lesz majd
9. Sz. E. Sz
10. Mitől megy a villamos
11. Szeretlek, vágyom rád
12. Folyjon a vér
13. Halló itt Budakalász
14. Gyilkos peronoszpóra